# Contarinia cotini
Contarinia cotini är en tvåvingeart som beskrevs av Jean-Jacques Kieffer 1901. Contarinia cotini ingår i släktet Contarinia och familjen gallmyggor. Inga underarter finns listade i Catalogue of Life.